# ابراهیم شکر
ابراهیم صالح شُکْر (۱۸۹۲–۱۹۴۴) روزنامه‌نگار و نویسندهٔ عراقی بود. چندین روزنامه را نشر داد که همگی بازداشته یا به تعطیلی کشیده شد. به مناصب دولتی رسید و انقلاب رشید عالی گیلانی را حمایت کرد. پس از ناکامی گیلانی، از منصبش اخراج شد. مدیر کتابخانهٔ اوقاف عامه بود. بر اثر سل درگذشت. سه اثر او گردآورده و نشر شده است.